# San Carlos (Corrientes)
San Carlos è un centro abitato dell'Argentina, situato nella provincia di Corrientes, e più precisamente nel dipartimento di Ituzaingó.

## Geografia fisica
Il centro abitato di San Carlos si trova all'estremo nord-est della provincia di Corrientes, separata dalla provincia di Misiones dal torrente Chimiray. È ubicato a 340 km dal capoluogo provinciale, Corrientes, e a soli 65 km da Posadas, capoluogo della provincia limitrofa.

## Popolazione
Al censimento del 2010 la località contava 2 454 abitanti secondo i dati dell'InstitutoNacional de Estadística y Censos (INDEC).

## Storia
Le origini di San Carlos risalgono al 1631, quando il gesuita Pedro de Mola fondò la riduzione di San Carlos de Guabirupá sulle sorgenti del fiume Aguapey; nel 1638 la missione fu spostata nel luogo attualmente occupato dalla località di San Carlos. Nel 1817 il centro abitato fu invaso e saccheggiato dalle truppe luso-brasiliane di Francisco das Chagas Santos; l'anno successivo fu teatro della battaglia di San Carlos, nella quale Chagas sconfisse il caudillo di Misiones Andrés Guazurary dopo 4 giorni d'assedio.
Nel 1877 iniziò il ripopolamento dell'antica riduzione, stabilendo nel luogo una colonia agricola.